# Cantonul Dole-Nord-Est
Cantonul Dole-Nord-Est este un canton din arondismentul Dole, departamentul Jura, regiunea Franche-Comté, Franța.

## Comune
- Biarne
- Champvans
- Dole (parțial, reședință)
- Foucherans
- Monnières
- Sampans
- Villette-lès-Dole